# T-40 (carro armato)
Il T-40 è stato un carro armato leggero anfibio da esplorazione, utilizzato dall'Unione Sovietica durante la seconda guerra mondiale. Sebbene apprezzato, i comandi preferirono la produzione su larga scala di blindati meno complessi e più affidabili in battaglia, perciò il T-40 non ebbe una grande diffusione.

## Sviluppo e descrizione
Alla fine degli anni trenta le forze anfibie sovietiche, nonostante la prolificità, dovettero affrontare l'assillante problema dell'effettiva efficacia in battaglia, qualità che se privilegiata avrebbe posto pesanti limiti alla galleggiabilità e mobilità in acqua dei mezzi. Infatti i principali veicoli della categoria erano il T-37A e il T-38, deficienti di armi e corazze quantomeno accettabili. Il successivo sviluppo della serie anfibia doveva dunque trovare un equilibrio tra le due opposte priorità.
Il T-38 era ancora in produzione quando fu realizzato il prototipo del T-40: lungi da esserne una versione migliorata, rappresentava un modello assai diverso nell'impostazione e nell'equipaggiamento. Lo scafo del mezzo, più simile a quello di un carro armato che non a quello di una chiatta, era stato rivestito con protezioni da 14 mm massimi. Al suo interno il pilota trovava posto nella parte frontale; il capocarro sedeva invece nella torretta posteriore decentrata a sinistra. Oltre a dare ordini al pilota e coordinarsi con i mezzi amici, doveva impiegare una mitragliatrice pesante DŠK da 12,7 mm, armamento che finalmente regalava una qualche chance in battaglia; era inoltre disponibile una Degtjarëv da 7,62 mm.

In generale era stato seguito il criterio di impiegare materiali d'origine commerciali per facilitare la manutenzione e la logistica: il motore a benzina era infatti un GAZ-202 da 70 hp, sistemato longitudinalmente lungo il lato destro del mezzo. Anche la meccanica era stata rivista, le 4 ruote portanti gommate erano vincolate singolarmente a barre di torsione, sistema decisamente più robusto dei molloni orizzontali utilizzati sui precedenti T-37 e T-38; i rulli reggicingolo erano 3.
Per il movimento in acqua venivano assicurate allo scafo delle casse di galleggiamento, per lo più nella parte posteriore; il motore era poi collegato a una piccola elica fissata in un'indentatura dello scafo, accorgimento che la rendeva più resistente di quella del T-38.

## Produzione e impiego
La fabbricazione del T-40 cominciò appena prima dello scoppio della seconda guerra mondiale e i primi carri andarono a equipaggiare le unità di ricognizione: nonostante il basso profilo unito alle buone prestazione, alla più spessa (ma non eccezionale) corazzatura e alla più potente dotazione offensiva, si dimostrò inadeguato nei combattimenti o per supportare la fanteria. Perciò, quando il bisogno di un gran numero di blindati veri e propri si fece impellente, venne elaborata una variante squisitamente terrestre del veicolo, denominata T-40B: dal prototipo si ricavò infine il carro leggero T-60. Di costruzione facile ed economica, disponeva di parametri più elevati in termini di protezioni e armi, potendo svolgere quasi tutte le funzioni del T-40; quindi la produzione dell'anfibio, arrivata a 222 unità, fu sospesa in favore del nuovo carro, che sarà fabbricato in oltre 6.000 esemplari.
L'ultimo lotto di T-40 non ebbe la normale dotazione di armi: le torrette furono rimosse e sugli scafi furono installati dei lanciarazzi BM-8-24 Katjuša: grazie a questa conversione il veicolo poteva operare in relativa sicurezza e fornire un eccellente fuoco di saturazione mediante le 24 rampe per ordigni non guidati da 82 mm.
Il T-40 fu ritratto in molte foto e filmati durante l'operazione Barbarossa e le prime, devastanti battaglie contro le esperte Panzer-Division tedesche; partecipò anche alla difesa di Mosca. Dopo il 1941 la presenza del T-40 in linea fu assai rara e sporadica. La branca del carro leggero anfibio non ebbe ulteriori sviluppi in Unione Sovietica fino al dopoguerra inoltrato, quando venne elaborato il modello più riuscito della serie: il PT-76.